# 平出喜三郎 (2代)

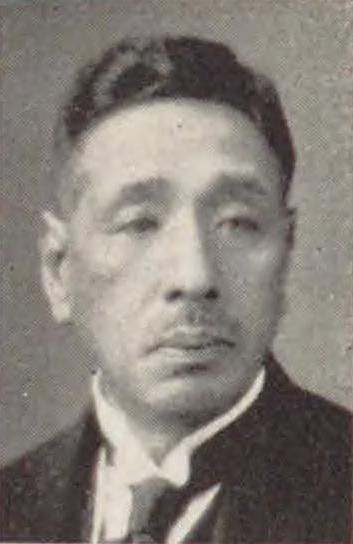
平出喜三郎

2代平出 喜三郎（ひらで きさぶろう、旧姓・久保、幼名・彦十郎、1876年（明治9年）3月15日 - 1931年（昭和6年）10月13日）は、日本の政治家（衆議院議員）、漁業家、資産家、実業家。東京屑物市場社長。従六位勲四等。族籍は石川県平民。

## 経歴
石川県江沼郡橋立村（現加賀市）で生まれる。石川士族・久保彦助の四男。久保彦助の弟。父の友人・先代平出喜三郎の養子となる。1898年、慶應義塾高等科を卒業し、函館に戻った。1908年、先代の死去により家督を相続し2代喜三郎を襲名。海運業、物産商、代弁業、問屋業、鉱山業を営んだ。北洋漁業の母船式沖取り漁業を推進した。
また、函館区会議員、同市会議員、函館図書館長、函館新聞社主、函館競馬倶楽部会長、函館塩販売所社長、函館銀行取締役、函館商業会議所会頭、東京屑物市場社長、函館林産取締役などを歴任した。
1912年5月、第11回衆議院議員総選挙で北海道函館区から立憲政友会所属で出馬し当選。その後、第12回、第14回、第16回総選挙で当選し、衆議院議員を通算四期務めた。

## 人物
住所は北海道函館市船見町。

## 家族・親族
平出家
- 養父・初代喜三郎（1841年 - 1908年、実業家、政治家）
- 養母・タツ（1855年 - ?、石川士族、河野喜平次の三女）[8][10]
- 妻・ヨシノ（1884年 - ?、北海道、青山勇吉の妹）[2][8]
- 男・逸郎（1908年 - ?）[8][10]
- 二男[2]
- 三男[2][10]
- 長女[2][8]
- 二女[2][8]
- 三女[2][10]
- 四女[7]
- 五女[7]
- 六女[7]
- 庶子
  - 崇（1904年 - ?、生母は北海道、小島セツ）[2]
  - 春子（1907年 - ?、生母は北海道、小島セツ）[7][10]
  - 雅男（1909年 - ?、生母は北海道、小島セツ）[7][10]
  - 興治（1911年 - ?、生母は北海道、小島セツ）[7][10]
- 養子
  - トシ（1899年 - ?、北海道、鹽野恒吉の妻）[7][10]
  - セツ（1901年 - ?、長崎、松尾道の妻）[7][10]
  - ミサ（1903年 - ?、長野、原忠雄の妻）[7][10]